# 熊谷養鶏場宿舎放火殺人事件
熊谷養鶏場宿舎放火殺人事件（くまがやようけいじょうしゅくしゃほうかさつじんじけん）とは、1989年（平成元年）4月5日に埼玉県熊谷市で発生した、保険金の獲得を目的とした放火殺人（保険金殺人）事件。

## 事件の概要
1989年（平成元年）4月5日21時20分ごろ、熊谷市内の養鶏場のプレハブ平屋宿舎が放火され、住み込み従業員の男性A（当時53歳）が全治4か月の火傷を負ったほか、Aの妻である女性Bが死亡した（48歳没）。火元の宿舎約20平方メートルは全焼した。従業員の男X（本名のイニシャルは「F・D」・当時64歳）に犯行を依頼した経営者の男W（本名のイニシャルは「N・S」・当時49歳）に保険金2,773万円が入り、Xに報酬として300万円を支払った。Aは当時、埼玉県警察による事情聴取に対し、「出火した際はおじちゃん（X）がおり、火を点けた」と証言するもその後「覚えていない。ガスの不始末かもしれない」と変遷した。事件発生から13年が経過した2002年（平成14年）に「Xが室内に油を撒いているのを見た」と再び当初の証言に戻った。このため、埼玉県警は同年7月11日に男X（当時77歳）を、同月22日に男Wをそれぞれ逮捕した。
さいたま地方検察庁は2002年8月1日、WおよびXの被疑者2人を殺人・殺人未遂および現住建造物等放火の罪でさいたま地裁に起訴した。

## 刑事裁判

### 首謀者W
被告人Wは無罪を主張したが、2003年（平成15年）5月12日、さいたま地裁（川上拓一裁判長）で無期懲役の判決（求刑：死刑）を言い渡された。さいたま地検は量刑不当として控訴し、被告人Wも無罪を求めて控訴した。
控訴審で、被告人Wは「警察での自白は虚偽だった」と無罪を主張したが、東京高裁（田尾健二郎裁判長）は2005年（平成17年）5月26日に、原判決（無期懲役）を支持して双方の控訴を棄却する判決を言い渡した。東京高裁 (2005) は「自白は信用でき、事実誤認もない」として、Wの主張を退けた一方、「矯正可能性がない」として死刑を求めていた検察官の主張も退けた。最高裁第二小法廷（古田佑紀裁判長）は同年11月29日付で、被告人Wの上告を棄却する決定を出したため、被告人Wは無期懲役が確定した。

### 実行犯X
一方、被告人Xは、逮捕後の警察の捜査では罪を認めていたが、第一審の公判では無罪を主張。証言をした被害者Aには、軽度の知的障害があったため、その証言の信用性が焦点になったが、さいたま地裁第3刑事部（川上拓一裁判長）は2003年7月1日の第一審判決公判で、検察官の求刑通り、被告人X（当時78歳）に死刑判決を言い渡した。さいたま地裁 (2003) は、心理学者の意見書を採用し、「（Aは）境界線知能の水準だが、長期記憶の保持能力に劣るところはない」として検察側主張を認めた。また報酬として受け取った300万円が養鶏場の記録にあることなどから有罪と判断したほか、被告人Xが本事件以前に、女性1人を殺害して懲役20年に処された前科があったことなどを、死刑選択の理由として挙げた。
控訴した被告人Xは、控訴審では状況証拠がないことや、自白の信用性を否定する旨の主張を展開し、無罪を主張した。2006年（平成18年）9月26日、東京高裁（池田修裁判長）は原判決（死刑を選択した第一審判決）を破棄自判し、被告人Xに無期懲役を宣告した。東京高裁 (2006) は、首謀者であるWの無期懲役が確定していたことから、「Wの無期懲役とは歴然とした差異のある極刑は、共犯者間の刑の均衡を失する懸念をぬぐい難い」と指摘したほか、「被告人XはWに利用され、巻き込まれた面があるのは否定できない。被告人Xの年齢（当判決時82歳）などを考えると、極刑はいささか躊躇を覚えざるをえない」と述べた。被告人Xは最高裁に上告したが、上告中の2007年（平成19年）5月28日に東京拘置所内で病死（82歳没）。これを受け、最高裁第二小法廷（中川了滋裁判長）は同年6月12日付で公訴棄却の決定を出した。

## 備考
- 実行犯Xは43歳だった1968年（昭和43年）1月16日[注 3]、別れ話や金銭関係のもつれから、内縁関係にあった女性を殺害し、遺体を放置した女性宅に放火する事件を起こし、1969年（昭和44年）8月1日に懲役20年の判決を受けた[1]。その後服役し、1984年（昭和59年）6月14日に仮出所[1]。養鶏場の事件当時は仮釈放中だった。
- 被害者Aは、加害者WとXに対して妻B殺害に対する慰謝料や着服された保険金の賠償を求める裁判を東京地裁（水野邦夫裁判長）に提訴。2005年7月1日に和解。内容は、被告（Wとその妻）が500万円を原告（被害者A）へ支払い、それから原告が提訴を取り下げる、というもの。被告のうち、加害者Xは賠償能力が無かったため賠償金などは無しで提訴取り下げ。原告Aの代理人は「Aが『本当はそんな額の金額ではないが、ごちゃごちゃするのはもう嫌だ』ということで和解に応じた」と述べている。

### 刑事裁判の判決文
- 実行犯Xへの第一審判決 - さいたま地方裁判所第3刑事部判決 2003年（平成15年）7月1日 裁判所ウェブサイト掲載判例、平成14年(わ)第1323号、『現住建造物等放火、殺人、殺人未遂被告事件』。
  - 裁判官：川上拓一（裁判長）・森浩史・片岡理知
  - 判決主文：被告人Xを死刑に処する。（求刑：同／被告人側は控訴）